# Завод азотних добрив у Аонлі
Завод азотних добрив у Аонла – підприємство індійської хімічної промисловості, яке знаходиться у штаті Уттар-Прадеш та належить Indian Farmers Fertiliser Cooperative Limited (IFFCO).
В 1988 році на майданчику заводу стала до ладу перша черга, яка могла випускати 1350 тон аміаку та 2200 тон сечовини на добу. В 1996-му ввели в дію другу чергу такою саме продуктивністю. 
В 2008-му провели модернізацію, унаслідок якої добову продуктивність кожної черги збільшили до 1740 тон аміаку та 3030 тон сечовини.
Річна потужність підприємства рахується як 1148 тисяч тон аміаку та 2000 тисяч тон сечовини, при цьому фактичне виробництво може перевищувати цей показник, наприклад, у 2012/2013 бюджетному році випустили 1302 тисяч тон аміаку та 2245 тисяч тон сечовини. 
Як сировину для виробництва аміаку використовують природний газ, що надходить по трубопроводу Аурая – Дадрі. Для роботи на проектній потужності заводу необхідно 3,8 млн м3 газу на добу.
Для забезпечення енергетичних потреб підприємство має дві газові турбіни потужністю по 25 МВт, відпрацьовані якими гази живлять два котла-утилізатора продуктивністю по 80 тон пари на годину. Крім того, існує паровий котел продуктивністю 150 тон пари на годину та котел-утилізатор, який використовує тепло лінії аміаку другої черги продуктивністю 120 тон пари на годину.
Потреби майданчику у воді забезпечують за допомогою свердловин, при цьому для її зберігання існують два ставка-накопичувача ємністю по 85 тис м3.